# Florent Détroit
Pour les articles homonymes, voir Détroit (homonymie).
Florent Détroit est un paléoanthropologue français, maitre de conférences au Muséum national d'histoire naturelle de Paris (département Homme et Environnement) et membre du CNRS (UMR 7194). Il a publié en 2019 la découverte d'une nouvelle espèce humaine aux Philippines, Homo luzonensis.

## Biographie
Florent Détroit est spécialiste de l'évolution humaine en Asie du Sud-Est, et des variations biologiques et culturelles d'Homo sapiens en Afrique et en Asie tropicale. Il mène notamment des fouilles en Asie du Sud-Est insulaire et en Afrique australe.

## Homme de Luçon
Florent Détroit est co-auteur, avec le chercheur philippin Armando Salvador Mijares, de la description en 2019 de la nouvelle espèce humaine Homo luzonensis, mise au jour sur l’île de Luçon, aux Philippines, lors de fouilles réalisées à partir de 2007,.
La publication souligne la combinaison unique de caractères différenciant l'espèce Homo luzonensis des autres espèces connues du genre Homo. Elle confirme la participation de l'Asie du Sud-Est à l'histoire évolutive de la lignée humaine,.

## Publications
- Les Origines de l'Homme, avec Dominique Grimaud-Hervé et Romain Pigeaud, Martinière Jeunesse, 2005
- Le Deuxième Homme en Afrique : Homo ergaster, Homo erectus, avec Dominique Grimaud-Hervé, F. Marchal, et Amélie Vialet, éd. Artcom / Errance, 2002
- (en) Florent Détroit, Armando Mijares et al., « A new species of Homo from the Late Pleistocene of the Philippines », Nature, vol. 568, no 7751,‎ 10 avril 2019, p. 181–186 (PMID 30971845, DOI 10.1038/s41586-019-1067-9, Bibcode 2019Natur.568..181D)